# Begegnung in Salzburg
Begegnung in Salzburg ist ein Film von Max Friedmann über die Midlife Crisis eines Industriemanagers im Wirtschaftswunder Anfang der 1960er Jahre.

## Handlung
Westdeutschland, im Wirtschaftswunder Anfang der 1960er Jahre: Hans Willke ist Industriemanager der Terstappen-Werke mit 6.000 Beschäftigten. Sein Leben, von Pflicht und Verantwortung geprägt, hat er fast vollständig auf seinen Beruf ausgerichtet und vernachlässigt seine Ehefrau. Diese hat sich nach dem Tod ihrer Zwillinge völlig in sich selbst zurückgezogen. Immer stärker hat Willke das Gefühl, im wahren Leben etwas zu versäumen. Spontan beschließt er, nach Salzburg zu fahren, um dort seinen alten Freund, den Schauspieler Bernhard von Wangen aufzusuchen. Dieser probt in Salzburg das Bühnenstück Jedermann. In einem Kellerlokal lernt er am Abend die junge Manuela kennen. Willke verliebt sich in die junge Frau und will das Leben noch einmal genießen. Sein bisheriges Dasein erscheint Willke plötzlich sinnlos, die Aufopferung für den Beruf eine Verschwendung. Als er sich nun kopfüber in sein neues Leben stürzt, rebelliert sein Körper. Das Herz setzt aus und lässt den Gestrauchelten seine Ängste und Zweifel intensiv durchleben. Am Ende erleidet er einen tödlichen Herzinfarkt.

## Produktionsnotizen
Der Film ist eine deutsch-französische Co-Produktion der Peter Bamberger Filmproduktion, München und der Paris-Inter Productions, Paris. Die Uraufführung erfolgte am 19. März 1964 in Salzburg.

## Kritik
„Mißglückter Versuch einer Verbindung des symbolhaften Spiels vom ‚Jedermann‘ mit dem Schicksal eines Industriekapitäns. Gequälte bis lächerliche Unterhaltung, die sich krampfhaft um Tiefgang bemüht.“

## Hintergrund
Mitten im deutschen Wirtschaftswunder gedreht, zeigt der Film durchaus gute Ansätze zu einer ehrlichen Analyse eines damaligen Berufs- und Privatlebens. Er scheitert letztlich an der zu konventionellen Machart des Films und bleibt in alten Konventionen stecken.